# Windows Journal
Windows Journal – składnik systemu Microsoft Windows. Jest to część oprogramowania opracowanego przez firmę Microsoft, która funkcjonuje w systemach operacyjnych Windows XP, Windows Vista, Windows 7, Windows 8 i Windows 10.
Oprogramowanie to umożliwia sporządzanie notatek pozwalających użytkownikowi komputera na organizację odręcznie napisanych notatek oraz rysunków. Do wykonania czynności typu pisanie odręczne oprogramowanie potrafi wykorzystać zwykłą myszkę komputerową jak również Tablet lub Tablet PC.